# 2-Methyl-1,5-diaminopentan
2-Methyl-1,5-diaminopentan, MPMD, ist ein verzweigtes aliphatisches primäres Diamin, das u. a. als Building Block für Vitamine, als Ausgangsstoff für Diisocyanate, als Härter für Epoxidharze und als Diaminkomponente für Polyamide Verwendung findet.

## Vorkommen und Darstellung
Die österreichischen Chemiker Adolf Franke und Moritz Kohn publizierten bereits 1902 eine Synthese für 2-Methyl-1,5-diaminopentan aus 1,3-Dibrombutan durch Kolbe-Nitrilsynthese mit Kaliumcyanid zu 2-Methylglutaronitril
und anschließende Hydrierung mit Natrium in siedendem Ethanol.
Das bei der Dimerisierung von Acrylnitril durch Kopf-Schwanz-Verknüpfung entstehende 2-Methylenglutaronitril liefert bei vollständiger Hydrierung 2-Methylpentamethylendiamin in 80 %iger Ausbeute neben 3-Methylpiperidin (18 %).
Die von Ni0-Phosphor-Komplexen katalysierte, als Hydrocyanierung bezeichnete, Addition von Cyanwasserstoff HCN an 1,3-Butadien liefert ein Gemisch von stellungsisomeren Pentennitrilen mit der Hauptkomponente 3-Pentennitril 3PN (Vorstufe für Adiponitril) und der wichtigsten Nebenkomponente 2-Methyl-3-butennitril 2M3BN.
Weitere Hydrocyanierung von 2M3BN führt zum 2-Methylglutaronitril 2-MGN, das zur Zielverbindung  2-Methylpentan-1,5-diamin (neben wenig 3-Methylpicolin) hydriert wird.
Die Synthese von 2-Methyl-1,5-diaminopentan aus einem Abfallprodukt des in industriellem Maßstab (ca. 2 Millionen Tonnen globale Kapazität) hergestellten Adipodinitril (Ausgangsstoff für die Nylon 6.6-Diamin-komponente Hexamethylendiamin HMDA, sowie in geringerem Ausmaß auch für die Dicarbonsäure-komponente  Adipinsäure) scheint die ökonomischste Variante zu sein.

## Eigenschaften
2-Methyl-1,5-diaminopentan ist eine farblose, klare Flüssigkeit mit aminartigem Geruch, dessen wässrige Lösungen alkalisch reagieren (pH 12,1 in 5 %iger Lösung bei 25 °C).

## Anwendungen

### MPMD als Funktionschemikalie
Korrosionsinhibitor: wie andere Diamine, z. B. Isophorondiamin, ist 2-Methyl-1,5-pentamethylendiamin ein wirksames Korrosionsschutzmittel in wässrigen Medien in Kontakt mit Eisenoberflächen.
Kühlschmiermittel: in Bohr-Schneidemulsionen unterdrückt 2-Methylpentan-1,5-diamin Oxidation und Verfärbung der bearbeiteten Metalloberflächen und verlängert die Funktionsdauer von Fräs-, Bohr- und Schneidwerkzeugen.

### MPMD als Building Block
Als verzweigtes aliphatisches Diamin eignet sich 1,5-Diamino-2-methylpentan zur Darstellung von Diisocyanaten durch Umsetzung mit Phosgen. Im Vergleich zu Hexamethylendiisocyanat HDI reduziert MPMD-Diisocyanat die Schmelztemperatur und erhöht die Flexibilität von Heißklebern.
Wegen seiner breiten Verfügbarkeit ist 1,5-Diamino-2-methylpentan ein bevorzugter Ausgangsstoff für die B-Vitamine Nicotinsäure bzw. Nicotinamid (Niacinamid). Dazu wird das Diamin MPMD unter Abspaltung von Ammoniak bei 335 °C praktisch quantitativ (>99,5 % Ausbeute) zu 3-Methylpiperidin MPI an einem Zeolithkontakt cyclisiert, das anschließend an einem Palladium-Magnesiumchlorid-Aluminiumoxid-Kontakt bei 280 °C mit 99,3 % Ausbeute zu 3-Methylpyridin (β-Picolin) dehydriert wird.
Die Reaktionsfolge kann auch ohne Isolierung des Zwischenprodukts MPI in zwei hintereinander geschalteten Reaktoren durchgeführt werden und liefert dann 3-Methylpyridin in 99,1 %iger Ausbeute.
In der weiteren Niacinamidsynthese wird β-Picolin durch eine Ammonoxidation mit Luftsauerstoff und Ammoniak bei 330 °C in 95 %iger Ausbeute in 3-Cyanpyridin überführt, das biotechnologisch mittels immobilisierter Rhodococcus-Bakterien der Art Rhodococcus rhodochrous praktisch quantitativ zu Nicotinsäureamid umgesetzt wird.

### MPMD als Reaktivkomponente in Polymeren
Der Einbau des verzweigten Diamins 2-Methyl-1,5-pentandiamin in polymere Materialien stört die parallele Anordnung der Polymerketten und behindert bzw. verhindert die Ausbildung kristalliner Strukturen. MPMD-haltige Polymere haben daher niedrigere Glasübergangstemperaturen bzw. Schmelztemperaturen. Sie sind meist leichter verarbeitbar und besitzen in vielen Fällen verbesserte Materialeigenschaften.
Epoxide: 2-Methyl-1,5-diaminopentan ist bereits bei niedrigen Temperaturen ein schneller und effizienter Härter und verkürzt die Gelierzeit bei Erhaltung der mechanischen Festigkeit von Epoxidharzen.
Polyurethane und Polyharnstoffe: 2-Methyl-1,5-pentamethylendiamin kann als Kettenverlängerer (engl. chain extender) und Vernetzer (engl. cross-linker) in Polyurethanen eingesetzt werden. Mit Diisocyanaten reagiert MPMD zu Polyharnstoffen.
Polyamide: in aliphatischen Polyamiden bewirkt der Einbau des asymmetrischen Diamins 2-Methyl-1,5-diaminopentan eine deutliche Absenkung der Schmelztemperatur (Nylon 6,6: TM=265 °C; Nylon MPMD,6: TM=184 °C), und Quenchen (rasches Abkühlen) der Schmelze lässt das MPMD-haltige Polyamid amorph erstarren. Dadurch eignen sich solche Polyamide als Heißkleber, für Pulverbeschichtungen und 3D-Druck.
In teilaromatischen Polyamiden (Polyphthalamide mit Terephthalsäure PTA oder Isophthalsäure als Dicarbonsäurekomponenten) erniedrigt 2-Methyl-1,5-pentandiamin die Kristallinität, verbessert mechanische Eigenschaften, wie z. B. die Biegefestigkeit, und erhöht die Transparenz. Der Anteil teurer Reaktanden, z. B. Isophthalsäure, kann bei Zugabe von MPMD reduziert werden.

## Hersteller und Handelsnamen
2-Methylpentamethylendiamin wurde ursprünglich DuPont entwickelt und auf den Markt gebracht. Heute ist es ein Produkt der Invista, die zu dem US-amerikanischen Unternehmen Koch Industries gehört und MPMD unter dem Markennamen DYTEK® A vermarktet.